# Ансамбль Вірменського собору (Львів)
Ансамбль Вірменського собору у Львові — комплекс споруд XIV — початку XX століть, розташований в тій його частині історичного Львова, де селилися вірмени (вул. Вірменська, 7, 7/9). Унікальна пам'ятка вірменської середньовічної архітектури в Україні.

## Споруди ансамблю
До ансамблю Вірменського собору належать:
- Вірменський собор,
- дзвіниця,
- палац вірменських архієпископів,
- вірменський банк,
- монастир вірменських бенедиктинок,
- пам'ятна колона святого Христофора,
- вівтар «Голгофа».

Собор служить архітектурним центром комплексу, навколо нього групуються всі інші споруди, утворюючи три невеликі замкнуті дворики.
Монастирський (північний) дворик біля північної стіни собору з протилежного боку обмежує будівлю монастиря вірменських бенедиктинок, збудовану в 1682 р. Перед ним у 1881 р. поставлена статуя роботи Томаша Дикаса. Галерея, влаштована за зразком італійських лоджій, служить переходом з монастиря в собор, її нижній ярус — відкритий, арочний, верхній — закритий. У стіну вмуровано два рельєфи (XVI — початку XVII ст.) з місцевого вапняку.
Східний дворик пов'язують з монастирським барокові ворота (1671). Він називається Христофоровим, і в його центрі височіє пам'ятна колона (1726 р.). З усіх боків дворик замкнутий будівлями колишнього вірменського банку (XVII ст.), архієпископського палацу (кінець XVIII ст.), дзвіницею (XVI−XVIII ст.), апсидами собору. Наскрізний прохід з'єднує східний дворик з вул. Лесі Українки. На арці воріт дата «1779» — час відновлення будівель після пожежі 1773 р.
Південний дворик з'єднаний зі східним воротами з бароковим фронтоном (1877), відділений від вул. Вірменської огорожею з металевими ґратами. У ніші огорожі з вулиці поміщена статуя з датою «1664» — характерний зразок львівської скульптури другої половини XVII ст., на думку деяких дослідників приналежна різцю львівського майстра М. Ерлемберга. Уздовж південної стіни собору тягнеться відкрита аркада-галерея, побудована в 1437 р. Біля глухої стіни будинку встановлений дерев'яний горельєф XVIII ст. - вівтар «Голгофа».

## Світлини

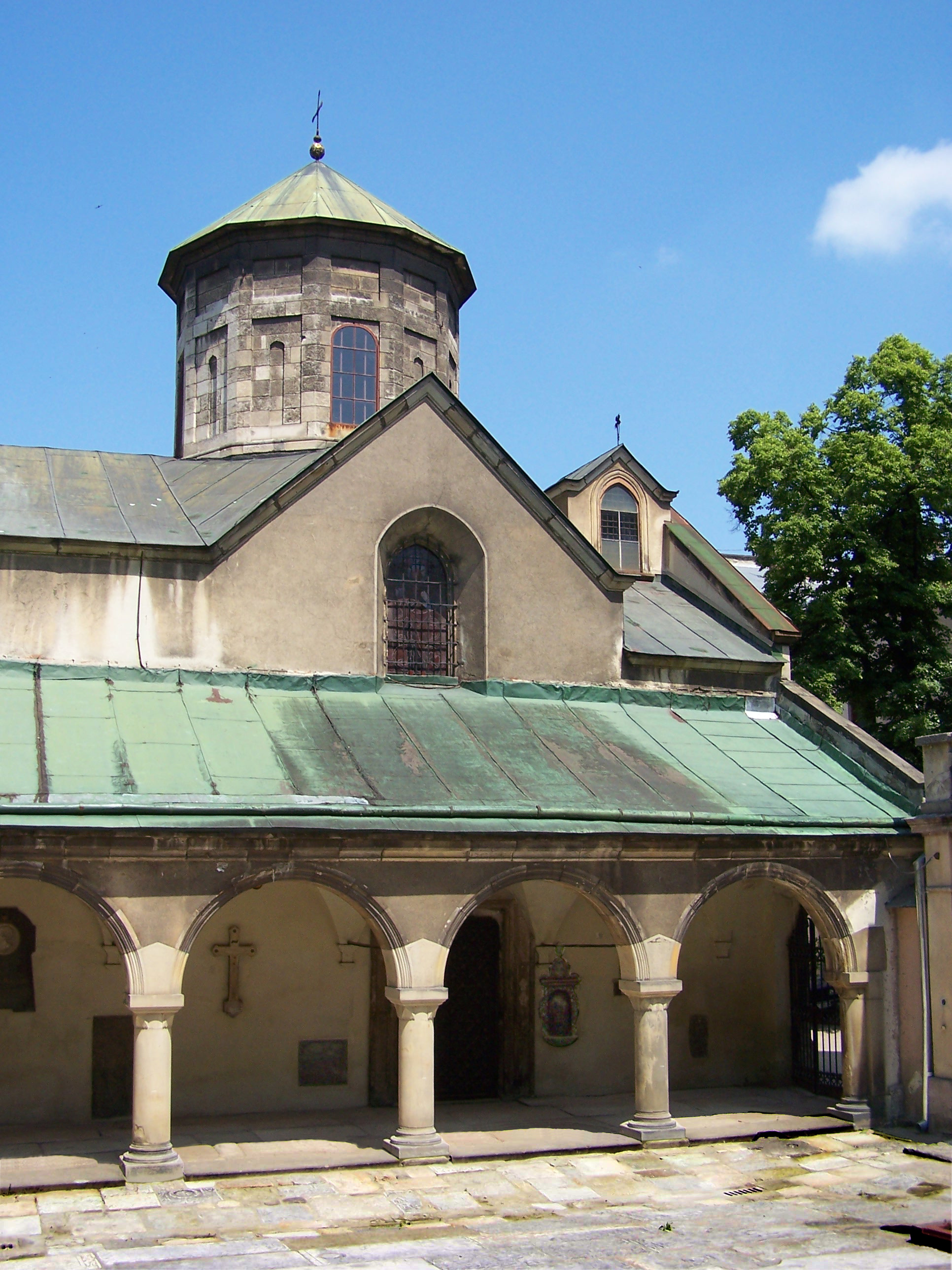
Двір Вірменського собору
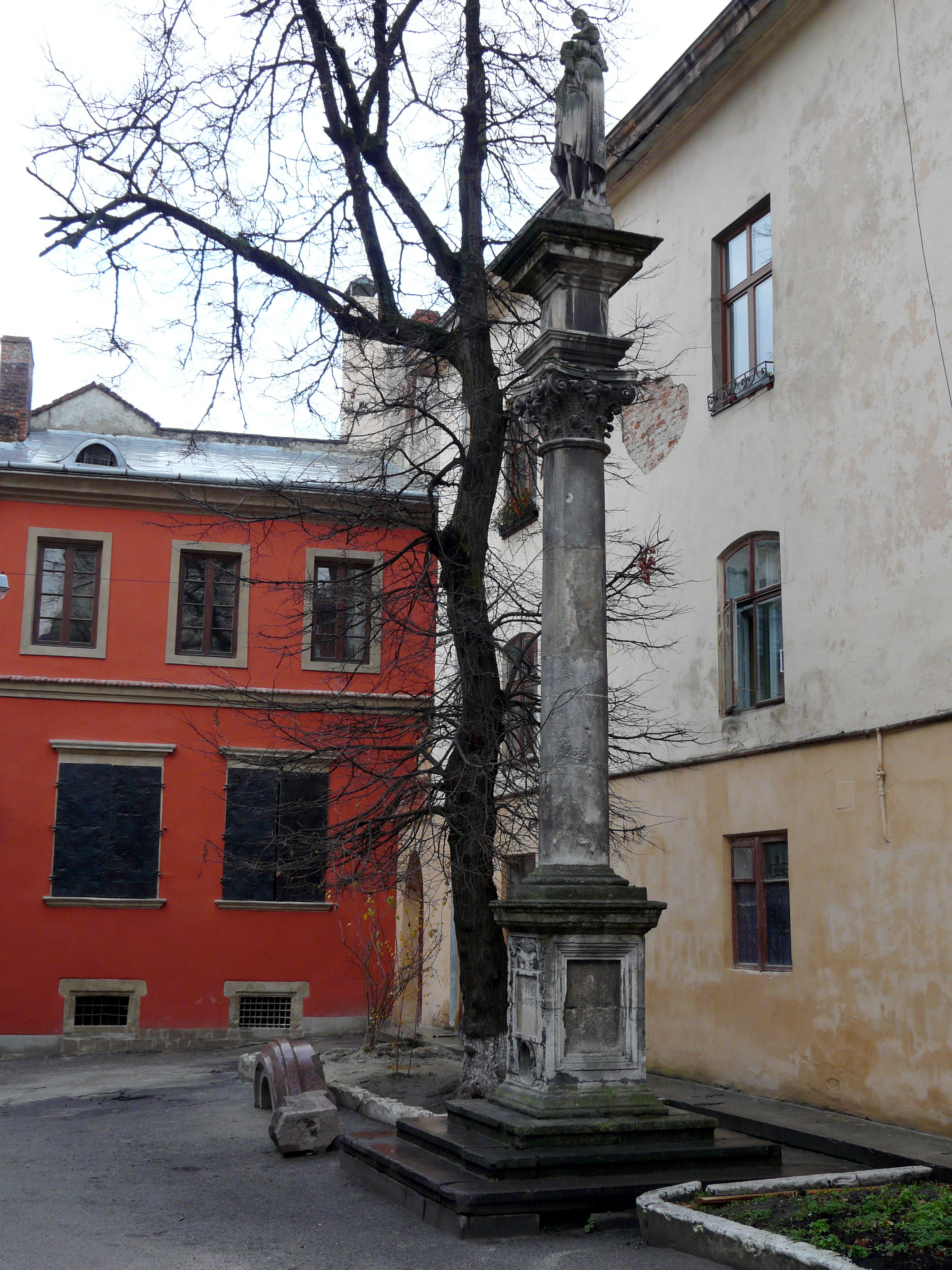
Східний дворик: вірменський банк, колона святого Христофора і резиденція архієпископів
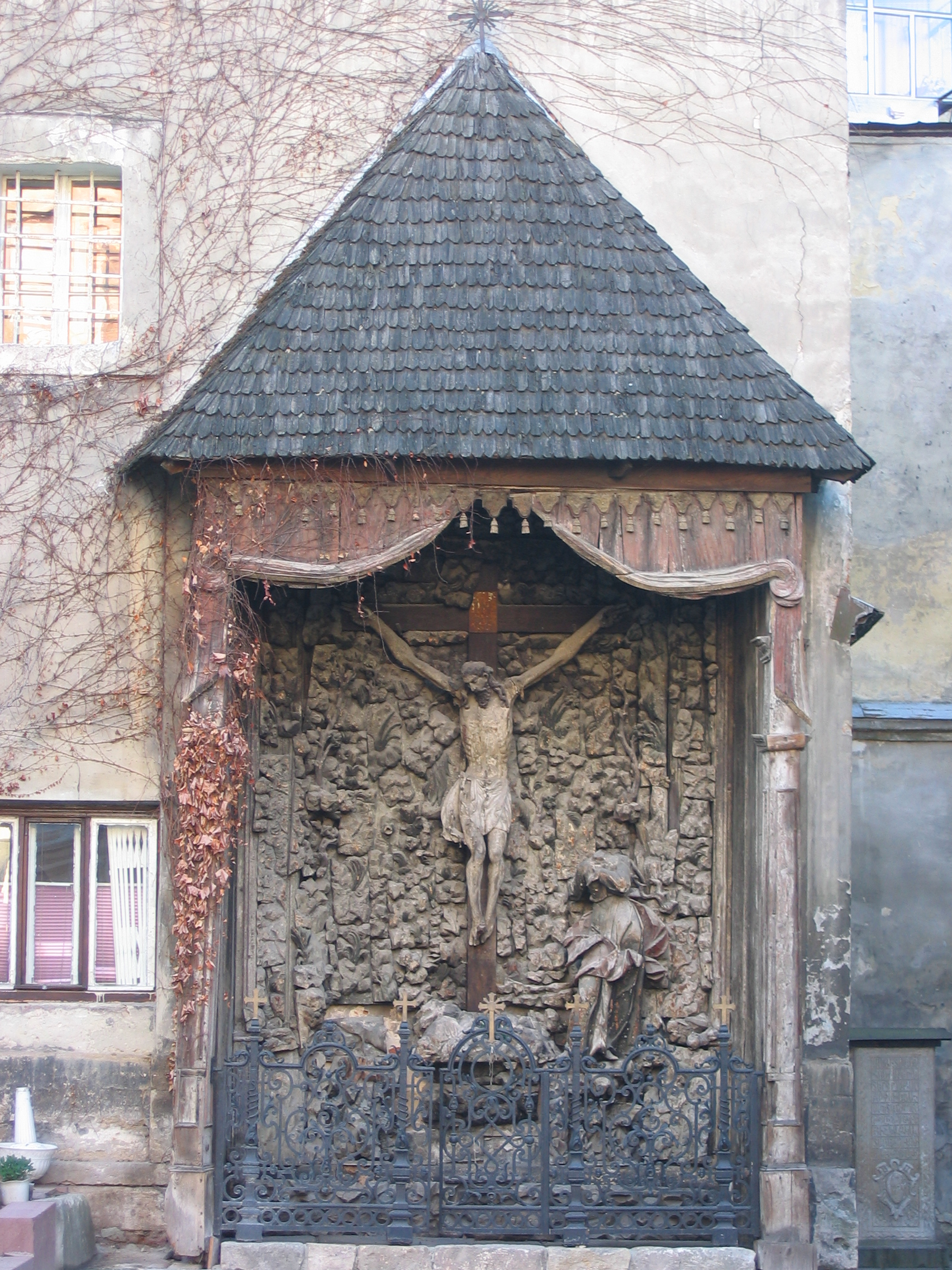
Вівтар "Голгофа"
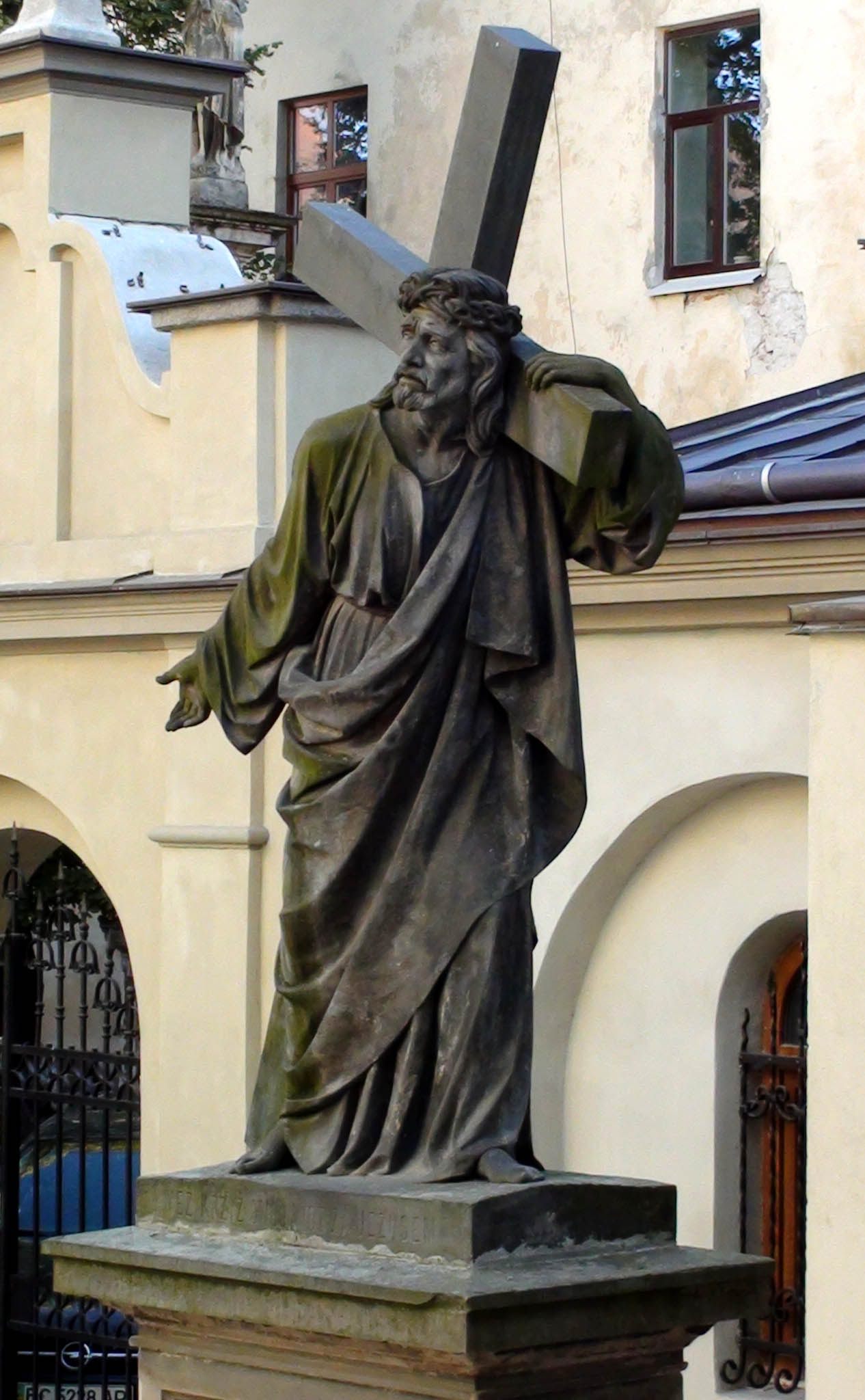
Ісус Христос (скульптор Томаш Дикас)